# Luis Bonifás y Massó

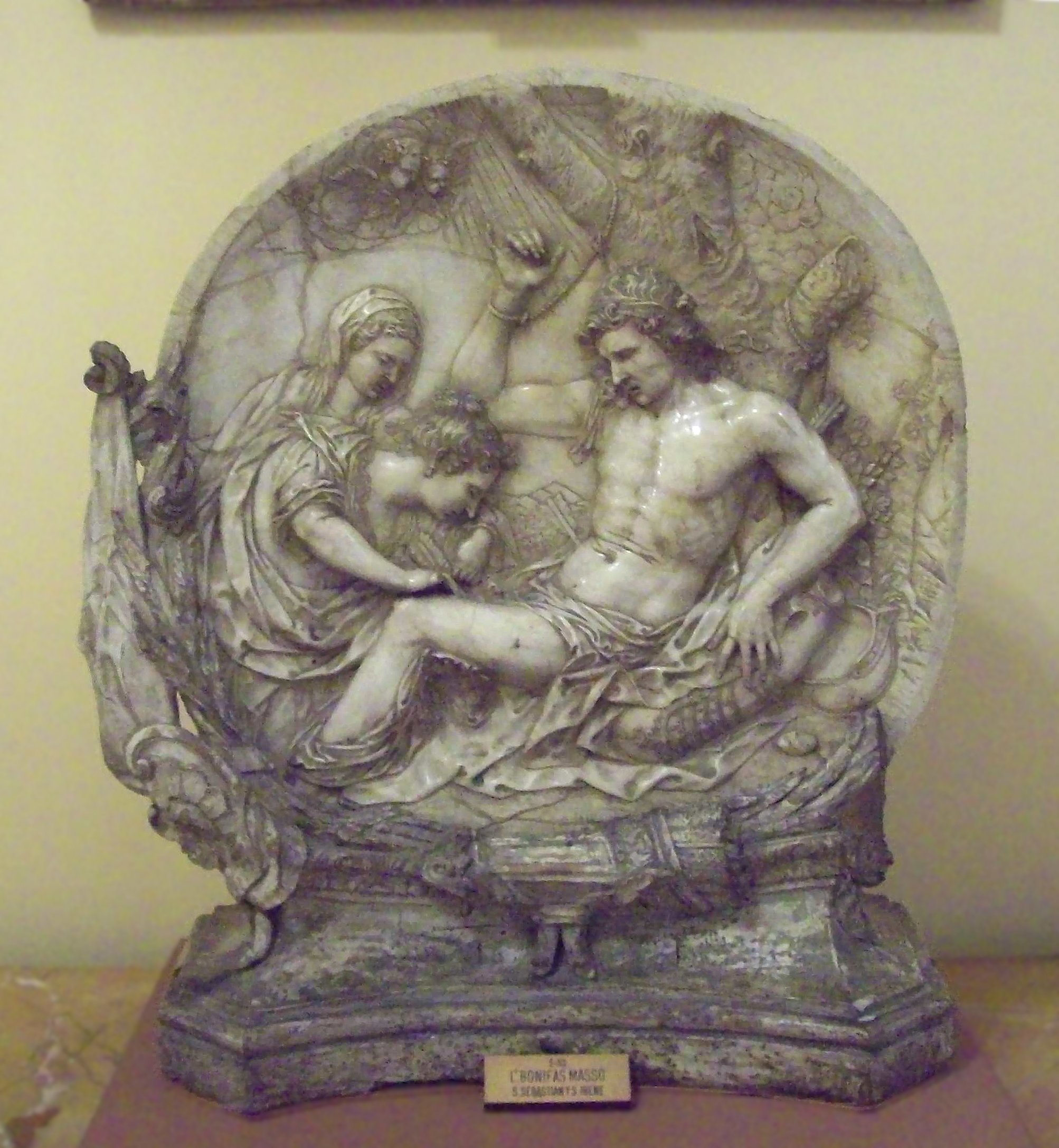
San Sebastián curado por santa Irene, 1763. Relieve en alabastro, 52 x 53 cm. Madrid, Real Academia de Bellas Artes de San Fernando.

Luis Bonifás y Massó (en catalán: Lluís Bonifaç i Massó, Valls, 1730 - Valls, 1786) fue un escultor español y uno de los principales exponentes de la escultura barroca catalana. Nieto de Luis Bonifás y Sastre, biznieto de Lluís Bonifaç el Viejo y hermano de Francisco Bonifás y Massó, todos ellos igualmente escultores.
Estudió en el taller de su abuelo y en 1752 comenzó su labor profesional. En 1763 envió desde Valls a la Real Academia de Bellas Artes de San Fernando de Madrid para su reconocimiento un relieve en alabastro con la curación de san Sebastián por santa Irene, por el que fue nombrado académico de mérito. Fue autor, entre otras obras, del San Miguel de la iglesia de San Miguel del Puerto (1755); el camarín de la Misericordia, en Reus (1756); el retablo de San Ignacio, en La Granadella (1762); los de la Victoria (1762) y de los Dolores (1779) en Valls; el retablo mayor de Cubells (1764) y el coro de la catedral de Lérida, una de las obras más importantes del barroco en Cataluña, con más de cien imágenes en altorrelieve (1775-1779). Todas estas obras desaparecieron durante la Guerra Civil.
Entre sus obras conservadas destacan el San Alejo de Valls (1769); el citado relieve de San Sebastián curado por santa Irene de la Academia de San Fernando de Madrid (1763); los pasos de la Soledad (1775) y el Descendimiento (1766) de Valls; y la litera de la Asunción de la catedral de Gerona (1773). La obra de Bonifaç, de trazo ágil y expresivo, está influenciada por el estilo Luis XV y el rococó francés.